# Motörhead (album)
Motörhead je prvi studijski album britanskog heavy metal sastava Motörhead objavljen 24. rujna 1977. godine.

## Popis pjesama
1. "Motörhead (Hawkwind cover)" - 3:11
2. "Vibrator" - 3:37
3. "Lost Johnny (Hawkwind cover)" - 4:13
4. "Iron Horse / Born to Lose" - 5:19
5. "White Line Fever" - 2:37
6. "Keep Us on the Road" - 5:55
7. "The Watcher (Hawkwind cover)" - 4:18
8. "The Train Kept a-Rollin' (Tiny Bradshaw cover)" - 3:17

## Zasluge
- Lemmy Kilmister - vokali, bas-gitara
- Eddie Clarke - gitara
- Phil Taylor - bubnjevi